# Верелст, Мария
Мария Верелст (нидерл. Maria Verelst; 1680[…], Вена — 1744[…], Лондон) — нидерландская художница конца XVII — первой половины XVIII столетия, работавшая в Великобритании.

## Биография
Представительница нидерландской художественной династии Верелстов. Дочь художника Германа Верелста (1641—1690), племянница Симона Верелста (1644—1710) и Корнелиса Верелста (1667—1737), также художников. Родилась в Вене, где её отец работал при австрийском дворе. Когда Марии было три года, отец вместе со всей семьёй переехал в Англию. На это решение Верелста-отца повлияла осада Вены турецкими войсками, которая сделала пребывание в городе небезопасным (однако закончилась благополучно для Австрии — сокрушительным турецким поражением).
В Англии Мария училась живописи под руководством своего отца, и со временем сама проявила себя талантливой художницей. Благодаря связям отца и дяди она почти не встречала препятствий в своей карьере, и достаточно рано начала получать заказы: в основном на портреты представителей знатных семей. Хотя Мария Верелст писала портреты как женщин, так и мужчин, сегодня она особенно известна женскими портретами.
Особенно интересен для историков выполненный ею двойной портрет леди Сары Черчилль, герцогини Мальборо, чьим потомком являлся британский премьер-министр сэр Уинстон Черчилль, и её внучки, леди Дианы Спенсер, в честь которой в XX веке была названа происходившая из того же рода принцесса Диана.
Мария Верелст была образованной и неординарной женщиной; помимо английского и голландского языка, она знала латынь. Её эрудиция производила впечатление на современников и способствовала получению новых заказов.

## Галерея

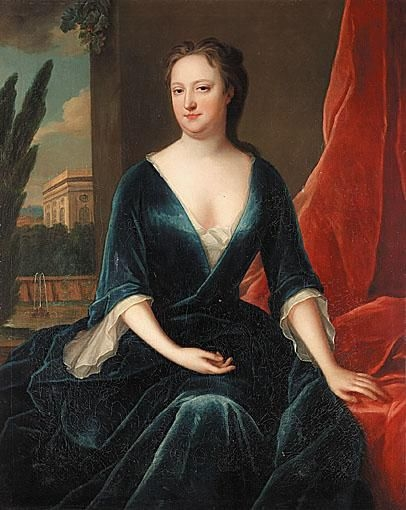
Портрет неизвестной знатной дамы. Частное собрание
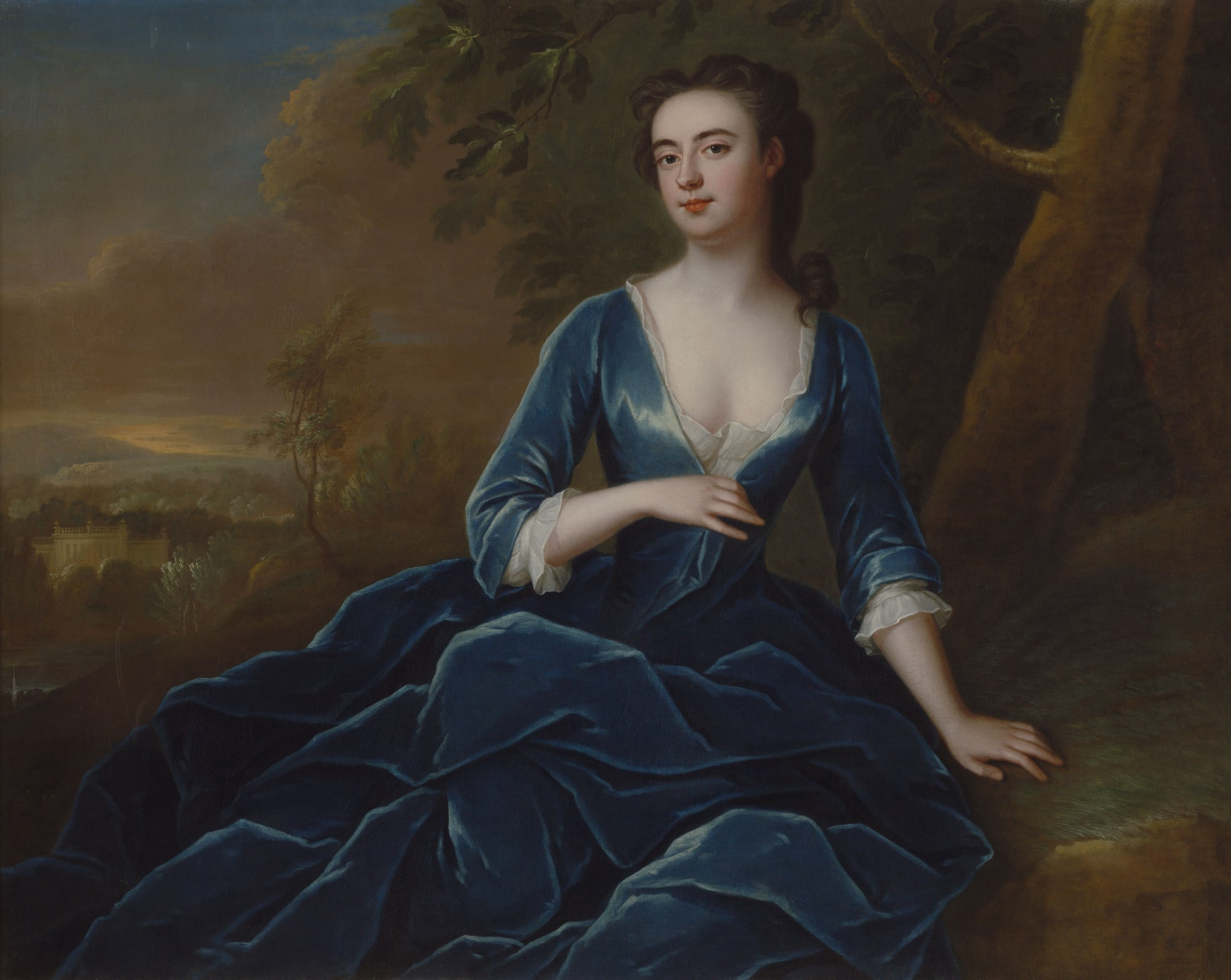
Портрет Анны Блэкетт
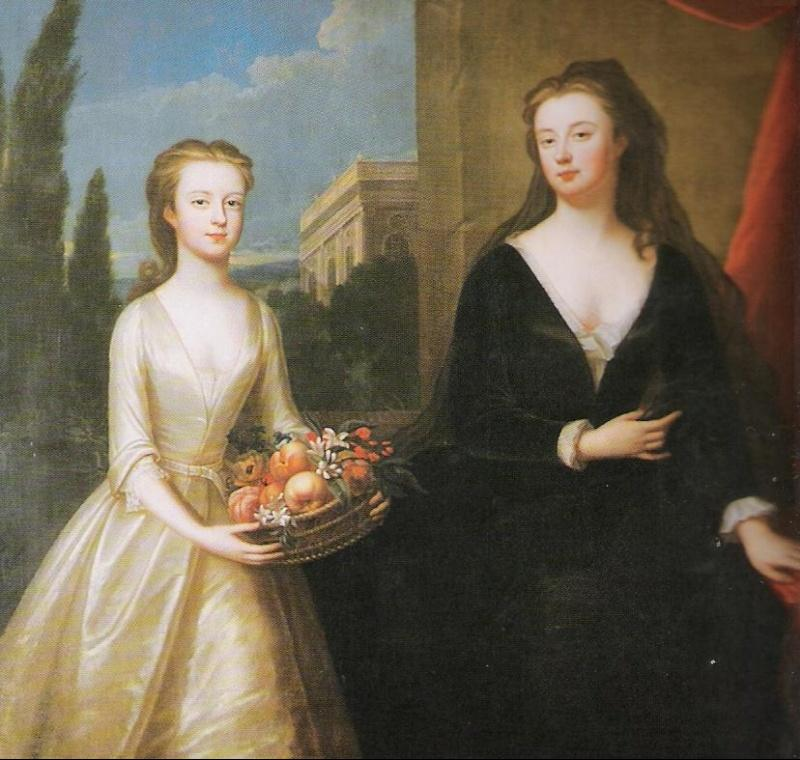
Портрет  герцогини Мальборо и её внучки леди Дианы Спенсер
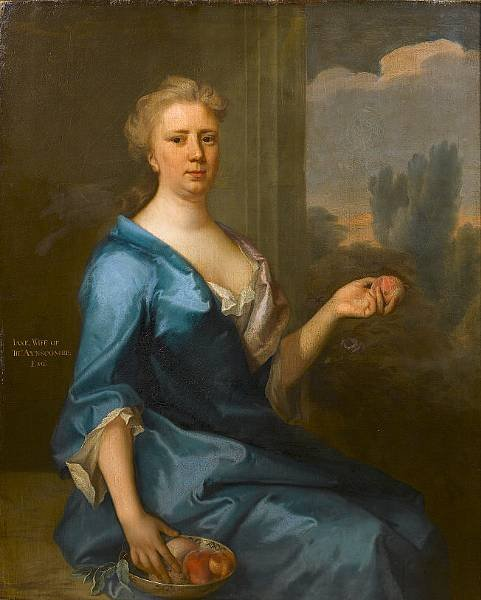
Портрет Джейн Стеббинг